# Eusebio Guilarte Vera
Pour les articles homonymes, voir Vera.
Eusebio Guilarte Vera (15 octobre 1805 - 11 juin 1849) est un homme d'État bolivien qui fut le 12e président de Bolivie. Officier militaire de carrière, Guilarte a combattu sous les ordres de Andrés de Santa Cruz à Zepita, ainsi que dans les batailles de la Confédération péruvio-bolivienne (Yanacocha et Uchumayo, entre autres). Il avait été l'adjoint du président José Ballivián à la bataille d'Ingavi, pour laquelle il fut récompensé en devenant ambassadeur au Brésil.

## Biographie
Plus tard, le président rappela Eusebio Guilarte Vera et le nomma membre du Conseil d'État. Incapable de se maintenir au pouvoir à la lumière des vastes conspirations de Manuel Belzu, José Ballivián choisit de quitter le pays et, à la fin de 1847, il remit le pouvoir au général Guilarte à la tête du Conseil d'État. À ce moment-là, les dés étaient jetés, alors que Manuel Belzu et ses partisans se rapprochaient de la capitale. L'investiture de Guilarte a simplement permis au président de s'échapper tant qu'il le pouvait. Eusebio Guilarte Vera tenta de s'entendre avec les rebelles, mais fut renversé par Manuel Belzu en moins de deux semaines. Autorisé à vivre en résidence surveillée en exil intérieur au port de Cobija sur la côte pacifique, Guilarte tombe malade et meurt moins de deux ans plus tard, le 15 octobre 1849.